# Mert Ilıman
Mert Ilıman (* 8. Oktober 1995 in Çorum) ist ein türkischer Fußballspieler.

## Karriere
Ilıman begann mit dem Vereinsfußball 2005 in der Jugendabteilung von Çorum Gençlerbirliği, einem Verein seiner Heimatstadt Çorum, und wurde von hier in den Nachwuchs von Ankaraspor geholt. Ein Jahr später spielte er erst für den Nachwuchs von Bursa Merinosspor und ab Januar 2011 für den von Bursaspor. Bei diesem Verein erhielt er zwar im Sommer 2012 einen Profivertrag, spielte aber weiterhin für die Jugend- und Reservemannschaften des Vereins. Am 28. Februar 2013 gab er in der Pokalbegegnung gegen Sivasspor schließlich sein Profidebüt. Für die Spielzeiten 2013/14 und 2014/15 wurde er an den Zweitverein von Bursaspor, an Yeşil Bursa SK, ausgeliehen und im Sommer 2015 an den Istanbuler Drittligisten Fatih Karagümrük SK abgegeben.
In der Sommertransferperiode 2016 verpflichtete ihn der Erstligist Kayserispor.